# Guanfacină
Guanfacina (cu denumirea comercială Intuniv) este un medicament antihipertensiv, fiind utilizat în tratamentul hipertensiunii arteriale și al ADHD. Medicamentul acționează ca agonist al receptorilor adrenergici de tipul α2 de la nivelul creierului, ceea ce induce relaxarea arterelor, cu efect antihipertensiv. Calea de administrare disponibilă este cea orală.

## Utilizări medicale
Guanfacina este utilizată în tratamentul hipertensiunii arteriale și în tratamentul tulburării de hiperactivitate/deficit de atenție (ADHD) la
pacienții copii și adolescenți cu vârsta de 6-17.
Principalele efecte adverse asociate tratamentului cu guanfacină sunt: somnolență, constipație, uscăciunea gurii, probleme sexuale și cefalee.